# Fabiana Murer
Fabiana de Almeida Murer (Campinas, 16 de março de 1981) é uma fisioterapeuta e atleta brasileira, campeã mundial, pan-americana, recordista brasileira e sul-americana do salto com vara. Duas vezes campeã mundial da prova, em 2010 na pista coberta e em 2011 ao ar livre, seus recordes sul-americanos foram estabelecidos em São Bernardo do Campo,  no Troféu Brasil de Atletismo de 2016 – 4,87 m ao ar livre – e no Meeting Top Perche em Nevers, na França, em 2015 – 4,83 m em pista coberta. Foi eleita principal atleta do mundo no ranking elaborado pela Associação Internacional de Federações de Atletismo (IAFF) de 2014.

## Biografia

### Primeiros anos
Fabiana nasceu em Campinas, cidade localizada no interior de São Paulo, no ano de 1981.
Fabiana começou no salto com vara aos dezesseis anos, depois de praticar ginástica artística por nove anos, desde a infância; parou com este esporte por causa da altura, que fazia com que em alguns exercícios, como as barras assimétricas, seus pés encostassem no colchão do solo, tornando impraticável o exercício, sendo necessário remover colchões de apoio para os movimentos serem completados, e porque aos 16 anos já se considerava "velha" para o esporte. Foi seu pai que a levou para o atletismo, depois de ver no jornal um anúncio para testes numa escolinha de atletismo de Campinas. Neste teste, composto de corrida de 50 m, 1000 m e salto em distância, ela teve bom desempenho; o selecionador, Elson Miranda – ex-campeão brasileiro da prova e depois seu técnico como adulta – ao saber que ela tinha como base a ginástica artística, levou-a para o salto com vara. Fabiana só conhecia essa modalidade pela televisão, mas com um ano de treinamento conseguiu o índice para o Campeonato Mundial de Atletismo Júnior e a partir daí dedicou-se exclusivamente ao salto com vara. Ela se mudou de Campinas para São Paulo e passou a integrar a equipe do Clube de Atletismo Bolsa de Valores, Mercadorias e Futuros de São Paulo (BM&FBOVESPA), uma das maiores equipes brasileiras de atletismo. Deixou na cidade natal a família e as fotografias de seus ginastas estadunidenses favoritos.
Por uma grande coincidência, Fabiana descobriu, anos depois, que sua grande rival e amiga e o maior nome de sua prova, a bicampeã olímpica e recordista mundial russa Yelena Isinbayeva, também começou no esporte praticando ginástica artística e passou para o salto com vara pelo mesmo problema, altura e idade limite para aquele esporte, as duas fazendo isto na mesma época, a milhares de quilômetros e metade do mundo de distância.

## Carreira
Entre os anos de 1998 e 2000, foi tricampeã sul-americana júnior da prova, atingindo um recorde pessoal de 3,90 m. Passou então para a categoria adulta, mas subitamente suas marcas pararam de melhorar quando trocou de categoria. Isso se deu a dois fatos combinados: ela começou a cursar Fisioterapia na Universidade do Grande ABC (UNIABC) dedicando um tempo bem menor aos treinamentos e seu novo conselheiro técnico, o russo Vitaly Petrov (ex-técnico de Sergei Bubka) recomendou que ela mudasse completamente sua técnica, durante treinos feitos na Rússia, com a qual Fabiana teve que se acostumar por dois anos. Formou-se em fisioterapia, no ano de 2004. Realizou uma especialização em Aparelho Locomotor no Esporte pela Universidade Federal de São Paulo (Unifesp).

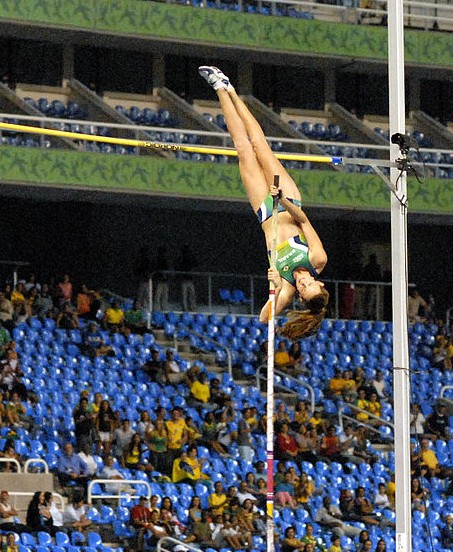
Fabiana salta para a medalha de ouro no Pan do Rio 2007.

No ano de 2003, apesar de não conseguir índice para o Jogos Pan-americanos de Santo Domingo, ultrapassou a marca dos 4 metros pela primeira vez e no ano seguinte elevou-a para 4,25 m; não pode, porém, participar dos Jogos Olímpicos de Verão de 2004, em Atenas porque a Confederação Brasileira de Atletismo (CBAt) exigiu que ela ultrapassasse a marca uma segunda vez o que ela não conseguiu. No ano seguinte, mesmo depois de sofrer rompimento dos ligamentos do pé esquerdo, o da impulsão, ao cair no colchão durante um treino, saltou 4,40 m, recorde brasileiro, e conseguiu uma vaga para o Mundial de Helsinque 2005, onde igualou a mesma marca mas insuficiente para chegar à final. O ano de 2006, foi o ano de Fabiana Murer despontar no circuito internacional. Ela quebrou o recorde sul-americano (4,55 m) e derrotou uma das maiores saltadoras do mundo, a polonesa Monika Pyrek, no GP de Monte Carlo, elevando sua marca para 4,66 m; nesta competição chamou a atenção de todos por disputar a prova usando óculos escuros. Igualou a marca semanas depois no GP da Bélgica, etapa da Diamond League.
No início de 2007, quebrou o recorde sul-americano indoor (4,66 m), a mesma marca que então tinha ao ar livre, e em julho conquistou a medalha de ouro nos Jogos Pan-Americanos de 2007 realizado no Rio de Janeiro, onde quebrou o recorde da competição saltando 4,60 m, na frente do público brasileiro; semanas depois foi sexta colocada no Campeonato Mundial de Atletismo de 2007, realizado em Osaka no Japão, saltando 4,65 m, apenas um centímetro abaixo de sua melhor marca pessoal.
Com vistas à preparação para os Jogos Olímpicos de Verão de 2008, em Pequim, na China, Fabiana passou por um período de treinamento em Fórmias, na Itália, sob os cuidados de Vitaly Petrov. Sua participação em Pequim 2008, foi aquém do esperado; classificada para a final, uma de suas varas favoritas e específicas para determinada altura desapareceu de seu saco de varas, fazendo-a perder totalmente a concentração para os saltos. Fabiana tentou até interromper a prova, reclamando com os árbitros e postando-se na frente da atleta chinesa Gao Shuying, impedindo-a de saltar e exigindo que sua vara fosse encontrada; sem nada conseguir, com a concentração e a vara específica para saltar acima de 4, 60 m perdidas, ela falhou nas três tentativas de superar os 4,65 m e terminou apenas em 10º lugar. Naquela mesma noite após a prova, sua vara foi encontrada junto com as varas de outras atletas eliminadas. O Comitê Organizador dos Jogos enviou uma carta à delegação brasileira pedindo desculpas formais pelo incidente.

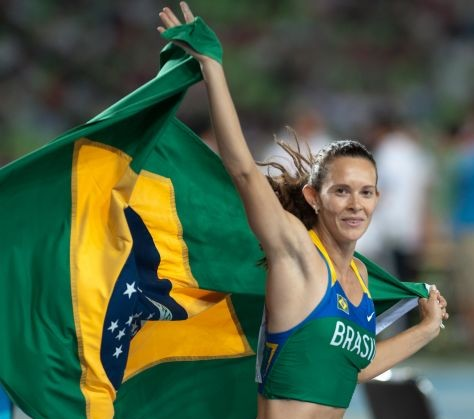
Fabiana Murer comemorando o título mundial em Daegu, 2011.

No Campeonato Mundial de Atletismo em Pista Coberta de 2010, em Doha, no Catar, Fabiana realizou a até então melhor campanha de sua carreira, ao se tornar campeã mundial indoor do salto com vara, saltando 4,80 m, a primeira atleta brasileira campeã em pista coberta. No mesmo ano venceu a prova no Meeting de Atletismo de Zurique, na Suíça, com 4,81 m, e conquistou o título da IAAF Diamond League. Tratando-se de brasileiros, anteriormente, apenas os atletas Maurren Maggi, Zequinha Barbosa, Robson Caetano e Claudinei Quirino, conseguiram esse feito. Neste ano, um dos melhores de sua carreira, terminou como a 2ª melhor atleta do mundo na modalidade, tanto em pistas cobertas quanto ao ar livre. Durante o mandado do governador de São Paulo, Alberto Goldman (PSDB), foi agraciada com a comenda da Ordem do Ipiranga pelo Governo do Estado de São Paulo, a mais alta honraria concedida pelo estado.
 No Campeonato Mundial de Atletismo de 2011, em Daegu, na Coreia do Sul, Fabiana Murer realizou feito histórico ao ser campeã, derrotando a recordista mundial e bicampeã olímpica Yelena Isinbayeva, a campeã mundial Anna Rogowska e toda a elite do esporte presente, igualando o recorde sul-americano com 4,85m. Esta foi a primeira medalha de ouro do Brasil num Campeonato Mundial de Atletismo.
No mesmo ano, ao participar dos Jogos Pan-americanos de 2011, em Guadalajara, no México, foi surpreendida pela atleta cubana Yarisley Silva, que até 2010 tinha como melhor marca apenas 4,70m, ultrapassada apenas uma única vez, mas em Guadalajara conseguiu saltar 4,75m, batendo o recorde de Cuba e o da competição. Fabiana, embora tenha feito a  boa marca de 4,70m – 10 centímetros acima de seu próprio recorde pan-americano anterior na Rio 2007 – ficou apenas com a medalha de prata, numa dos maiores revezes brasileiros do Pan de 2011.
Apesar das altas expectativas geradas para os Jogos Olímpicos de Verão de 2012, realizado em Londres, sua segunda participação em Jogos Olímpicos acabou se tornando tão frustrante quanto a primeira. Se em Pequim 2008, a culpa foi das varas sumidas, em Londres foi "o vento". Fabiana foi eliminada ainda na fase de classificação, ao não conseguir superar os 4,50m nas três tentativas, segundo ela por causa do vento que a todo momento durante seus saltos mudava de direção e força, prejudicando a corrida e a impulsão. Mesmo assim, ela admitiu ser a culpada por seu baixo rendimento na mais importante competição esportiva do mundo, alegando que realmente "estava saltando muito mal".
Depois de um 5º lugar no Campeonato Mundial de Atletismo de 2013, em Moscou, onde viu a rival e amiga Isinbayeva voltar ao topo da prova conquistando o título mundial pela quarta vez,  terminou o ano de 2014 como a número um do mundo no ranking da IAAF, depois de vencer novamente o circuito da Diamond League.
Em 2015, encerrou a temporada em pista coberta na Europa com um 3º lugar no XL Galan Meeting, em Estocolmo, quando estabeleceu novo recorde sul-americano indoor com 4.83m e um 2º lugar no Sainsbury's Indoor Grand Prix, em Birmingham, com 4,70m.
No mesmo ano, em maio, venceu o Troféu Brasil realizado em São Bernardo do Campo saltando 4,65m, seguindo-se as marcas de 4,72 e 4,80 m em etapas da Diamond League. Nos Jogos Pan-Americanos de 2015, realizado em Toronto, no Canadá, Murer ficou com a medalha de prata, depois de novo duelo com a cubana Yarisley Silva, a medalhista de ouro, as duas repetindo a mesma colocação de Guadalajara 2011. A prova, de alto nível técnico, viu Silva realizar o maior salto do ano até ali, 4,85 m, com Fabiana saltando 4,80 m logo atrás, derrotando a campeã olímpica de Londres 2012, Jennifer Suhr, com 4,60 m, medalha de bronze.
Um mês depois Murer voltou à cidade chinesa de Pequim —  onde disputou sua primeira Olimpíada que terminou com varas perdidas e uma participação frustrante. No Campeonato Mundial de Atletismo de 2015, superou o trauma das Olímpiadas de 2008, e teve um novo duelo de alto nível que aconteceu entre ela e a cubana Silva, as duas últimas a sobrarem, mostrando o alto nível técnico que a prova teve no Pan de Toronto; Murer e Silva foram as únicas a saltar 4,85 m, sendo que a brasileira tinha precisado de menos saltos para chegar até ali, estando assim com a medalha de ouro garantida caso ninguém ultrapasse 4,90 m. Nas duas primeiras tentativas, nem Fabiana nem Yarisley passaram a marca, o que dava  a medalha de ouro à Fabiana, faltando apenas um último salto para Yarisley Silva; na última tentativa porém, a cubana, que precisou de três saltos para superar os 4,70 m, conseguiu ultrapassar 4,90 m, deixando para Fabiana a missão de igualar a marca – que nunca saltou, seu recorde pessoal era então 4,85 m, que igualou na prova; Fabiana não conseguiu ultrapassar o sarrafo ficando com a prata, e Yarisley com o título mundial, a mesma posição das duas do Pan-americano de Toronto.
No dia 3 de julho de 2016, durante a seletiva brasileira para os Jogos Olímpicos de Verão de 2016, Fabiana quebrou novamente seus recordes brasileiro e sul-americano saltando 4,87 m na disputa do Troféu Brasil em São Bernardo do Campo, São Paulo. Mais tarde, no mesmo mês, ao competir na etapa de Mônaco da Liga de Diamante, Murer sentiu dores no pescoço, e mesmo após tratada, sentia-se fraca nos braços por volta do London Grand Prix, fazendo-o se abster desta etapa. Exames revelaram uma hérnia de disco cervical, forçando-a a extensa fisioterapia para garantir boas condições nas Olimpíadas. Ainda assim, nos jogos do Rio de Janeiro, Murer acabou eliminada sem conseguir passar a altura inicial de 4,55 m. Ela alegou que ainda não estava completamente recuperada, e sentia fortes dores do lado esquerdo.
Em 2016, pouco após os Jogos Olímpicos, Murer anunciou sua aposentadoria aos 35 anos, passando a assumir um cargo na direção de seu clube, o BM&F Bovespa, para ajudar no desenvolvimento do atletismo.
Atualmente, trabalha como fisioterapeuta, em uma clínica do Jardim América, em São Paulo.

## Vida pessoal
Fabiana Murer é casada com seu treinador, Elson Miranda, desde 2010. A filha do casal, Manuela, nasceu em 2017.

## Principais resultados
2016
 – Troféu Brasil – São Bernardo do Campo (novo recorde sul-americano)
2015
 – Campeonato Mundial de Atletismo – Pequim (igualou o próprio recorde sul-americano)
 – Jogos Pan-americanos – Toronto
 – Diamond League – venceu as etapas de Nova York e Birmingham
 – Troféu Brasil – São Bernardo do Campo
 – Hanžeković Memorial Meeting – Zagreb
 – Sainsbury's Indoor Grand Prix – indoor – Birmingham
 – XL Galan Meeting – indoor – Estocolmo  (recorde sul-americano indoor)
2014
 – Diamond League – venceu as etapas de Nova York, Glasgow, Mônaco e Zurique
 – Jogos Sul-Americanos – Santiago do Chile
 – Sainsbury's Anniversary Games – Londres
 – Pole Vault Stars – Donetsk
2013
 – Diamond League
 – Troféu Brasil – São Paulo
2012
 – Diamond League – venceu as etapas de Nova York e Eugene
 – Gugl Games  – Linz
2011
 – Campeonato Mundial de Atletismo – Daegu  (recorde sul-americano)
 – Jogos Pan-americanos – Guadalajara
 – Diamond League – venceu a etapa de Oslo 
 – Campeonato Sul-Americano de Atletismo – Buenos Aires
 – GP Brasil de Atletismo – Rio de Janeiro
 – Millrose Games – Nova York
2010
 – Campeonato Mundial de Atletismo em Pista Coberta – indoor – Doha
 – Diamond League – venceu as etapas de Roma, Eugene, Mônaco e Zurique
 – Copa do Mundo de Atletismo – Split
 – Campeonato Ibero-Americano de Atletismo – San Fernando (recorde sul-americano)
 – GP Brasil de Atletismo – Rio de Janeiro
 – Troféu Brasil – Rio de Janeiro
 – Meeting de Stuttgart – Stuttgart
 – Grand Prix Indoor de Birmingham – indoor – Birmingham
2009
 – Final Mundial do Atletismo – Tessalônica
 – GP Brasil de Atletismo – Belém
 – Troféu Brasil – Rio de Janeiro
2008
 – Campeonato Mundial de Atletismo em Pista Coberta – indoor – Valência
 – Troféu Brasil – São Paulo
2007
 –  Jogos Pan-americanos – Rio de Janeiro
 – Campeonato Sul-Americano de Atletismo – São Paulo
 – Troféu Brasil – São Paulo
2006
 – Copa do Mundo de Atletismo – Atenas
 –  GP de Monte Carlo – Mônaco
 – GP Brasil de Atletismo – Belém
 – Troféu Brasil – São Paulo
2005
 – Campeonato Sul-Americano de Atletismo – Cáli
 – Troféu Brasil – São Paulo
2001
 – Troféu Brasil – Rio de Janeiro

## Prêmios
2011
- Atleta do Ano – Prêmio Brasil Olímpico – Comitê Olímpico Brasileiro[61]

2010
- Atleta do Ano – Prêmio Brasil Olímpico – Comitê Olímpico Brasileiro [61]